# Catharina Elisabeth Boudewina Röell
Jkvr. Catharina Elisabeth Boudewina Röell (Amsterdam, 14 februari 1911 - 's-Gravenhage, 12 december 1995) was een Nederlandse hofdame.

## Biografie
Röell was een lid van de familie Röell en een dochter van jhr. mr. dr. Willem Frederik Röell (1870-1942), bankier en kamerheer, en Catharina Elizabeth Boudewina barones Sloet van Oldruitenborgh (1871-1941), hofdame van koningin Wilhelmina en lid van de familie Sloet. Ze bleef ongehuwd.
Ze was in 1937 bruidsmeisje geweest bij het huwelijk van Juliana en Bernhard en was bij het prinselijk gezin in Canada tijdens de oorlogsjaren. Vanaf 1945 werd ze hofdame en in 1957 particulier secretaresse van de koningin. Met het aantreden van Beatrix als koningin trad zij terug als hofdame in actieve dienst en werd honorair hofdame.
Haar broer jhr. ir. Willem Gerard Röell (1905-1942) was onder andere secretaris en adjudant van prins Bernhard geweest, haar andere broer jhr. ir. Joan Röell (1906-2000) was getrouwd met jkvr. Sophia Christina Feith (1912-1991), kinderverzorgster van de prinsessen Beatrix en Irene, en haar derde broer jhr. mr. Eric Willem Röell (1908-2002) was kamerheer, particulier secretaris en thesaurier van Juliana geweest.
Jonkvrouw Catharina Röell, overleed op 84-jarige leeftijd. Haar overlijden werd in verband gebracht met de twee Haagse verplegers die in de jaren 1990 verschillende rijke Haagse dames zouden hebben vermoord, onder wie Röell.